# 坂元城
坂元城（さかもとじょう）、または蓑首城（みのくびじょう）は、宮城県亘理郡山元町（陸奥国亘理郡）にあった城。町指定史跡。

## 沿革
元亀3年（1572年）に、亘理氏庶流の坂本俊久によって築かれた。
坂本氏はもともと南北朝時代の建武4年（1337年）に小斎峠近くに築かれた新城山城を居城としていたが、戦国時代の元亀元年（1570年）に坂本隆俊が海寄りに新たに愛宕山城を築いて移った。
しかし、翌元亀2年（1571年）に愛宕山城が相馬盛胤の攻撃を受けた際に、防戦の為に城から打って出た隆俊が討死。亘理からの増援を警戒した盛胤が兵を退かせたため、愛宕山城は辛うじて陥落を免れたが、跡を継いだ婿の俊久は、愛宕山城を不祥の城であるとして廃城とし、翌年にさらに海寄りの蓑首山に新たな城（坂本城）を築き居城とした。
俊久の子・定俊は亘理重宗の娘を正室に迎え、天正17年（1589年）に伊達軍が宇多郡新地城を攻略した際には城代を命じられるなど、坂本郷周辺に勢力を張っていたが、天正19年（1591年）に重宗が亘理城から涌谷城に転封されると、定俊もこれに随い遠田郡へと移った。こうして空き城となった坂本城は伊達政宗の命を受けた浜尾行泰によって改修されたのち、後藤信康が新たに城主として入った。その後黒木宗俊・津田景康と城主が交代し、元和2年（1616年）に大條宗綱が城主となると、以後幕末に至るまで大條氏本家の居城となった。正保元年（1644年）の村割りで、地名の表記が「坂本」から「坂元」へと変わったことにより、この城も坂元城（坂元要害）と書かれるようになった。
戊辰戦争敗戦後の明治2年（1869年）に廃城。城址の地は同年に旧城主の伊達宗亮（大條道徳）が払下げを受けて所有していたが、明治6年（1873年）に三の丸址に坂元小学校を開設したほか（明治13年（1880年）には二ノ丸址（現在地）に移転）、明治41年（1911年）には本丸址の敷地を坂元神社（もとは天正2年（1574年）に坂本俊久が勧請した妙見社）に寄進した。

## 脚註
1. ↑  「蓑首城跡」山元町公式HP